# Phyteuma humile
Phyteuma humile là loài thực vật có hoa trong họ Hoa chuông. Loài này được Schleich. ex Murith miêu tả khoa học đầu tiên năm 1810.